# Gangmaker (sport)
Een gangmaker in de sport is een persoon die tijdens een wedstrijd voorgaat om het tempo te bepalen, zonder zelf te willen winnen. Vooral bij het marathonlopen wordt veel gebruikgemaakt van gangmakers, in de atletiek ook wel hazen genoemd. Met het aanwijzen van gangmakers hopen de organisatoren van wedstrijden (of de atleten zelf) dat er snellere tijden worden gelopen. De gangmakers stappen veelal halverwege het parcours uit, om zo de rest van de race over te laten aan de 'echte' deelnemers.
Gangmakers ontvangen in grotere wedstrijden vaak een vergoeding voor hun werk. De gangmakers zijn in de meeste gevallen zelf (ex-)atleten die op hoog niveau aan competitie doen of deden.